# Heinrich Reinhardt
Heinrich Reinhardt (Presburgo, 13 aprile 1865 – Vienna, 31 gennaio 1922) è stato un compositore austriaco.

## Biografia
Reinhardt nacque il 13 aprile 1865 a Presburgo (ora Bratislava). Figlio di un gioielliere, si recò a Vienna per studiare al conservatorio della Gesellschaft der Musikfreunde dove fu allievo di Anton Bruckner. Tra il 1890 e il 1900 pubblicò numerose canzoni, pezzi per pianoforte, nonché un'opera, Die Minnekönigin (1895).
Scrisse anche resoconti musicali per Neue Freie Presse, Neues Wiener Journal e Die Zeit, ma lo abbandonò dopo lo straordinario successo della sua prima operetta, Das süsse Mädel (Carltheater, 25 ottobre 1901). Tuttavia, le altre sue opere successive furono eclissate da quelle di Edmund Eysler, Franz Lehár, Oscar Straus e Leo Fall.

## Composizioni

### Opere
- Die Minnekönigin (1895)
- Der Söldner (1922)

### Operette
- Das süsse Mädel (1901)
- Der liebe Schatz (1902)
- Der General-Konsul (1904)
- Krieg im Frieden (1906)
- Die süssen Grisetten (1907)
- Ein Märchen für alles (1908)
- Die Sprudelfee (1909)
- Die siamesischen Zwillinge (1909)
- Studentenhochzeit (1910)
- Miss Exzentrik (1910)
- Napoleon und die Frauen (1911)
- Prinzessin Gretl (1914)
- Die erste Frau (1915)
- Der Gast der Königs (1916)
- Der Glückstrompeter (1922)
- Grisettenliebe (1928)
- Der Schuster von Delft (?)